# Монастье, Элен
Элен Монастье (2 декабря 1882, Пайерн, Швейцария — 7 марта 1976, Лозанна, Швейцария) –– швейцарская общественная деятельница, пацифистка, христианская социалистка и учительница, работавшая в городе Лозанна.

## Биография
Элен-Софи Монастье родилась в Пайерне 2 декабря 1882 года в семье Шарля Луи, протестантского пастора и библиотекаря, и Мари Луизы Гонен. Её брат Луи был старше на 12 лет.
Всю свою жизнь Монастье прожила с парализованной ногой в результате полиомиелита, перенесённого в два года. Родительская поддержка облегчила её детство, но в подростковом возрасте она страдала от последствий болезни. В 27 лет Элен попробовала сделать операцию, но заметных улучшений не произошло. Однако когда её друг Сэмюэль Гагнебин подарил ей отрывки из «Молитвы, чтобы просить Бога о правильном использовании болезней» Блеза Паскаля, Монастье преобразилась. С этого момента она считала себя «вылеченной».
Элен училась в Пайерне и Лозанне, жила в Великобритании и Германии, где получила образование для работы учителем, а также узнала многое об условиях жизни рабочих, безработице, классовой борьбе и социализме. Она была учителем французского, истории и географии в течение 40 лет, с 1904 по 1943 год, в частной школе École Vinet в Лозанне.
Монастье организовала первый лагерь для девочек-гимназисток в 1909 году, собрав учениц из Лозанны, Женевы и Невшателя. Так она положила начало «Camp d'éducatrices de Vaumarcus» — центру встреч, обучения и каникул для христианских союзов молодёжи, в работе которого она принимала участие ежегодно до 1962.
В 1911 году она присоединилась к христианско-социалистическому движению и помогала молодёжи из рабочего класса в Maison du Peuple («Народный дом») в Лозанне. В 1920 году Элен участвовала в создании Христианско-социального движения во франкоязычной Швейцарии.
Её первая встреча с основателем Service Civil International (SCI) Пьером Серезолем состоялась в 1917 году на публичном собрании, где он заявил об отказе платить военные налоги. Между ними возникли дружеские отношения, и Монастье начала принимать участие в его миротворческой деятельности. Она поддерживала организацию на раннем этапе существования и помогла Пьеру Серезолю выйти на международный уровень. Элен также приняла участие в деятельности нескольких рабочих лагерей SCI в Ле-Ормон в альпийском районе кантона Во. С 7 по 28 августа 1924 года она вместе с десятками преданных пацифистов мужского и женского пола работала в первом добровольческом трудовом лагере, организованном Пьером Серезолем в Швейцарии, предлагая помощь (предметы снабжения и жильё) в деревне, где зимняя лавина засыпала дома камнями, грязью и стволами деревьев.

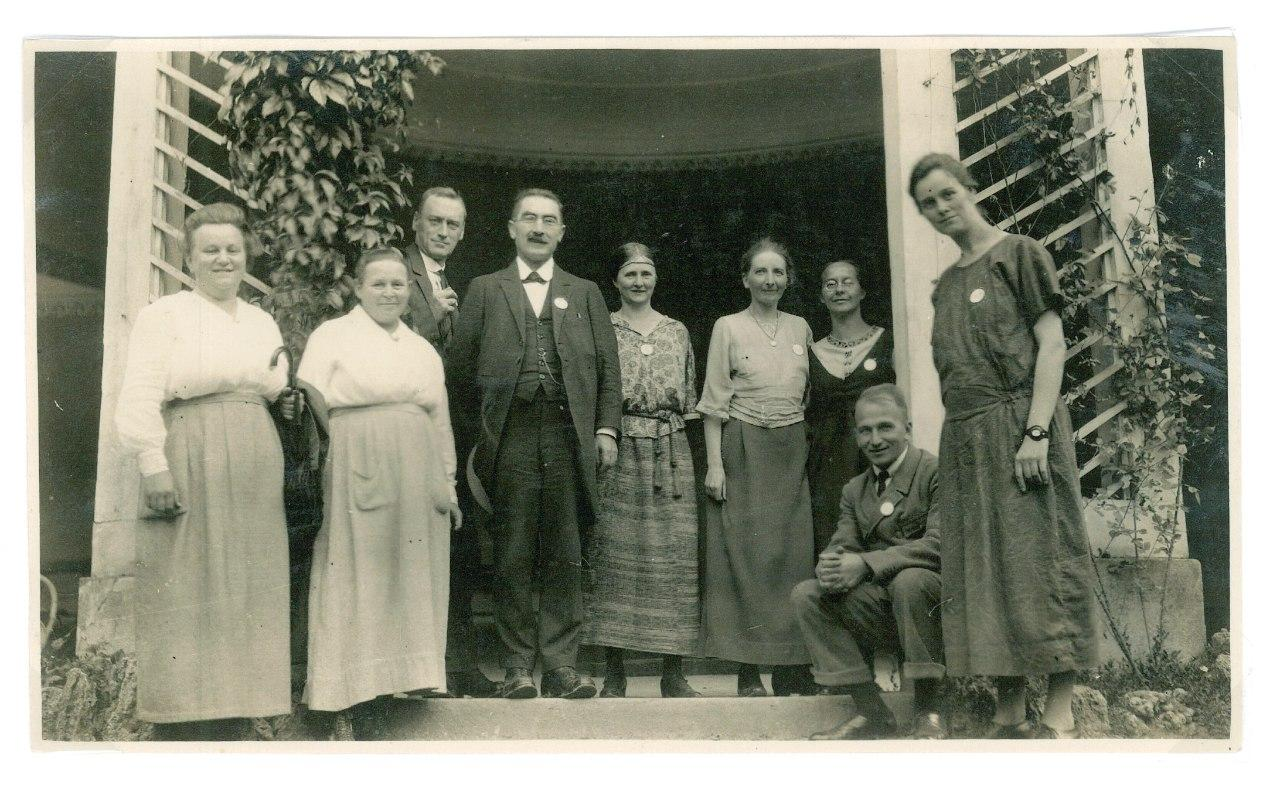
Элен Монастье (4-я справа), Пьер Серезоль (3-й слева) и Леонард Рагац (4-й слева) на конференции по примирению в Бад-Болле в 1924 году.

Через Пьера Серезоля Монастье познакомилась с квакерами. Она провела некоторое время в Вудбрукском центре изучения квакеров в Бирмингеме и присоединилась к их сообществу в 1930 году. Элен сталала первым «клерком» в швейцарском отделении, организовала ежегодное собрание квакеров в Швейцарии, а также основала журнал Entre Amis.
С 1946 по 1952 год она была первым международным президентом SCI. После смерти Серезоля Монастье опубликовала его биографию и несколько его статей.
В 1955 году вместе с Родольфо Ольджати и другими она участвовала в создании организации для помощи иностранцам Helvetas (ныне Helvetas Swiss Intercooperation).
Элен умерла в Лозанне 7 марта 1976 года в возрасте 93 лет.

## Публикации
- Элен Монастье, Пьер Сересоль, un quaker d’aujourd’hui. Париж, 1947 год.
- Элен Монастье, Эдмон Прива, Лиз Серезоль, Самуэль Гагнебен, Pierre Ceresole d’après sa correspondance. Невшатель, 1960.
- Textes de Hélène Monastier et Pierre Ceresole et de Arnold Bolle, Лозанна, Алонсо Диез, 1954.